# 14e Primetime Emmy Awards
De 14e Primetime Emmy Awards, waarbij prijzen werden uitgereikt in verschillende categorieën voor de beste Amerikaanse televisieprogramma's die in primetime werden uitgezonden tijdens het televisieseizoen 1961-1962, vond plaats op 22 mei 1962.

## Winnaars en nominaties - televisieprogramma's
(De winnaars staan bovenaan in vet lettertype.)

### Dramaserie
(Outstanding Program Achievement in the Field of Drama)
- The Defenders
  - Alcoa Premiere
  - Ben Casey
  - Hallmark Hall of Fame
  - Naked City
  - The Dick Powell Show

### Komische serie
(Outstanding Program Achievement in the Field of Humor)
- The Bob Newhart Show
  - Car 54, Where Are You?
  - Hazel
  - The Andy Griffith Show
  - The Red Skelton Show

## Winnaars en nominaties - acteurs

### Hoofdrollen

#### Mannelijke hoofdrol
(Outstanding Continued Performance by an Actor in a Series (Lead))
- E.G. Marshall als Lawrence Preston in The Defenders
  - Paul Burke als Detective Adam Flint in Naked City
  - Jackie Cooper als Lt. Charles Hennesey in Hennesey
  - Vince Edwards als Dr. Ben Casey in Ben Casey
  - George Maharis als Buz Murdock in Route 66

#### Vrouwelijke hoofdrol
(Outstanding Continued Performance by an Actress in a Series (Lead))
- Shirley Booth als Hazel Burke in Hazel
  - Donna Reed als Donna Stone in The Donna Reed Show
  - Mary Stuart als Joanne Gardner Barron Tate Vincente Tourneur in Search for Tomorrow
  - Cara Williams als Gladys Porter in Pete and Gladys

### Bijrollen

#### Mannelijke bijrol
(Outstanding Performance in a Supporting Role by an Actor)
- Don Knotts als Barney Fife in The Andy Griffith Show
  - Sam Jaffe als Dr. David Zorba in Ben Casey
  - George C. Scott als Dr. Karl Anders in Ben Casey
  - Horace McMahon als Michael Parker in Naked City
  - Barry Jones als The Dean in Hallmark Hall of Fame

#### Vrouwelijke bijrol
(Outstanding Performance in a Supporting Role by an Actress)
- Pamela Brown als Duchess of Kent in Hallmark Hall of Fame
  - Jeanne Cooper als Linda Miller in Ben Casey
  - Joan Hackett als Ellen Parker in Ben Casey
  - Colleen Dewhurst in Focus
  - Mary Wickes als Maxfield in The Gertrude Berg Show